# Rabieta infantil
Una rabieta infantil, berrinche, pataleta o crisis emocional es un tipo de reacción frenética característica de los niños de entre 1 a 3 años de edad. Prototípicamente, consiste en un fuerte ataque de ira que incluye protestas, llantos e, incluso, el tirarse al suelo. La rabieta ocasional en los niños se considera parte de su proceso normal de maduración y se origina en una frustración por no poder imponer su voluntad y es a partir de los 3 años de edad cuando las rabietas son menores o inexistentes. La desproporción y una excesiva frecuencia de las rabietas acompañadas de violencia hacia sí o hacia otros se considera una anomalía psicológica que debe ser consultada a un experto. El Manual diagnóstico y estadístico de los trastornos mentales en su quinta edición (DSM-5) indica que los berrinches severos y recurrentes son parte de una enfermedad mental que denomina trastorno de desregulación disruptiva del estado de ánimo.
Heinz Kohut sostenía que el "núcleo del infante probablemente contiene una parte megalómana-exhibicionista y que las rabietas por frustración representan iras narcisistas" un revés a una inflada imagen de sí mismo. Cuando un niño "se enfrenta a algún tipo de negativa, independientemente de sus justificaciones, dicha negativa automáticamente provoca furia, ya que ofende su sentido de omnipotencia".
En el caso de los niños con espectro autista pueden ser más frecuentes, muchas veces debido a la sobrecarga sensorial que sufren y aún teniendo 3 años pueden tener rabietas desproporcionadas debido a la sobrecarga sensorial.